# Heizkraftwerk Niederrad
Das Heizkraftwerk Niederrad ist ein mit Erdgas betriebenes Heizkraftwerk von Mainova. Es befindet sich im Stadtteil Niederrad von Frankfurt am Main. Das Werk wurde 1963 zur Erzeugung von Fernwärme errichtet und seitdem mehrfach erweitert. Seit 1967 produziert es auch elektrische Energie. Derzeit verfügt es über eine elektrische Leistung von 70 MW und eine thermische Leistung von 235 MW.

## Geschichte
1963 wurde das erste Heizwerk auf einem Gelände neben der Abwasserreinigungsanlage Niederrad in der Nähe des Mainufers errichtet. Es wurde mit Schweröl befeuert und diente dazu, die Wohnsiedlungen im Frankfurter Südwesten und den Flughafen Frankfurt Main mit Fernwärme zu versorgen. 1967 wurde die Anlage um einen Kraftwerksblock mit Dampfturbine erweitert, da die neu entstehende Bürostadt Niederrad eine größere Fernwärmekapazität erforderte. Damals erhielt das Heizkraftwerk seinen markanten, 100 Meter hohen Kamin.
1972 ging ein Mitteldruckkessel mit einer Wärmeleistung von 77 MW in Betrieb. 1973 kam ein zweiter Kraftwerksblock mit 98 MW Wärmeleistung und einer elektrischen Leistung von 56 MW hinzu. 1998 wurde die Anlage um drei Heißwasserkessel mit einer Wärmeleistung von je 20 MW erweitert. In den 1980er Jahren wurde die Feuerung auf schwefelarmes Heizöl umgestellt.
2005 wurde Block 1 durch eine Gasturbine ersetzt, die zusammen mit einem Abhitzekessel in Kraft-Wärme-Kopplung betrieben wird. Die Feuerung wurde auf Erdgas umgestellt. Nur für den Notfall sind noch zwei Heizöltanks mit einer Kapazität von zusammen 18.000 Tonnen vorhanden. Die Wärmeleistung des Blocks beträgt 90 MW. Er kann zudem 70 MW elektrische Leistung erzeugen.
2014 ging ein elektrischer Dampferzeuger (Power-to-Heat) mit einer thermischen Leistung von 8 MW in Betrieb, der in Zeiten niedriger oder negativer Strompreise überschüssige elektrische Leistung aus dem Stromnetz beziehen kann. Der Kraftwerksblock 2 hatte 2017 das Ende seiner Lebensdauer erreicht und wurde stillgelegt.
Aktuell kann das Heizkraftwerk Niederrad etwa 235 MW Wärmeleistung und 70 MW elektrische Leistung liefern. Das Kraftwerk speist Fernwärme in das städtische Netz ein, das inzwischen große Teile des Stadtgebiets einschließlich des Flughafens abdeckt.